# Knightriders
Knightriders (ook bekend als George A. Romero's Knightriders) is een Amerikaanse film uit 1981 en is geschreven en geregisseerd door George A. Romero. De film werd in z'n geheel in Pennsylvania opgenomen, met name in Fawn Township en Natrona. Met deze film is Romero een andere weg ingeslagen, omdat hij vooral bekend is om zijn horrorfilms; het is een persoonlijk drama over een rondtrekkende motorbende die op hun manier de Renaissance doen herleven.

## Verhaal
Billy (Ed Harris), die zichzelf "Koning William" noemt, probeert de groep te leiden op Arthur-achtige wijze en organiseert steekspellen waarbij de paarden zijn vervangen voor motoren. Maar hij moet steeds meer moeite doen om de idealen tegen de werkelijkheid en het financiële plaatje om de organisatie draaiende en in balans te houden, waardoor de groep steeds meer onder druk komt te staan. Ook wordt Billy geplaagd door een steeds terugkerende droom over een zwarte vogel. Ondanks het feit dat Billy gewond raakt blijft hij zichzelf voortdurend dwingen door te gaan, maar de komst van Bontempi (Martin Ferrero), die de bende wil aanvoeren, maakt het allemaal nog erger.
Nadat Billy een nacht in de gevangenis heeft doorgebracht en moest toezien hoe een bendelid werd afgetuigd omdat Billy weigerde een corrupte plaatselijke politieagent een lesje te leren, keert hij terug naar het kermisterrein waar de bende op dat moment optreedt en is onaangenaam verrast dat sommige leden zich liever bij Bontempi willen aansluiten. Als ook zijn koningin, Linet (Amy Ingersoll), toegeeft dat haar gevoelens voor hem niets te maken hebben met het feit dat ze liever bij de anderen blijft, voelt hij zich helemaal bedrogen. Het komt tot een hoogtepunt wanneer Morgan (Tom Savini), leider van de andere groep en die denkt dat hij de koning zou moeten zijn, het dagelijkse steekspel wint en er een strijdgewoel losbarst tussen de groep en de herrieschoppers van de menigte. Billy komt een Indian-rijder (Albert Amerson) tegen die een zwarte adelaar op zijn borstplaat heeft, de vogel uit zijn dromen. Billy verslaat de man, waardoor zijn verwondingen verergeren. Morgan en enkele andere rijders verlaten de groep en gaan met Bontempi mee; hier zitten ook zijn trouwe fan Alan (Gary Lahti), diens vriendin Julie (Patricia Tallman) en vriend Bors (Harold Wayne Jones) bij. Billy en de resterende groep blijven op het kermisterrein achter om op de terugkeer van de andere groep te wachten.
De groep van Morgan bezwijkt door een onderlinge strijd. Alan herinnert Morgan eraan dat er maar een koning kan zijn en dat hij niet simpelweg kan vertrekken om zijn eigen koninkrijk op te bouwen. Morgan en zijn groep keren terug om voor de kroon te strijden. Morgan wint de strijd tegen Billy en deze kroont hem tot koning. En Morgan kroont de vrouw, Angie (Christine Forrest), van wie hij nu is gaan houden, tot zijn koningin. Morgan verbreekt het contract me de organisator. Met Billy's goedkeuring vindt Linet steun bij Alan. Billy en de Indian verlaten de groep en hij tuigt alsnog de corrupte agent af zoals hij eerder had beloofd. Onderweg, Billy is dan al verzwakt en hallucineert door het vele bloedverlies van zijn verwondingen, wordt hij geschept door een truck en overlijdt. De groep komt weer bijeen om de laatste eer te bewijzen aan hun gevallen vriend en koning.
Een bijkomend plot doet de ronde dat Pippin (Warner Shook) toegeeft aan zijn homoseksualiteit en genegenheid vindt bij Punch (Randy Kovitz).
Thematisch gezien weerspiegelt het verhaal de keuze die vele kunstenaars maken tussen een "pure" expressie van hun visie (wat dat ook moge zijn) en het compromis naar het verlangen van een commercieel succes. Als onafhankelijk regisseur van veelal low-budget films, is George Romero duidelijk meelevend met de spelers.

## Rolverdeling
| Acteur             | Personage     |
| ------------------ | ------------- |
| Ed Harris          | Billy         |
| John Amplas        | Whiteface     |
| Gary Lahti         | Alan          |
| Tom Savini         | Morgan        |
| Amy Ingersoll      | Linet         |
| Patricia Tallman   | Julie Dean    |
| Brother Blue       | Merlin        |
| Ken Foree          | Little John   |
| Scott Reiniger     | Sir Marhalt   |
| Martin Ferrero     | Bontempi      |
| Warner Shook       | Pippin        |
| Randy Kovitz       | Punch         |
| Michael P. Moran   | Deputy Cook   |
| Harold Wayne Jones |               |
| Albert Amerson     |               |
| Christine Forrest  | Angie         |
| Donald Rubinstein  |               |
| Stephen King       | "Hoagie Man"  |
| Bingo O'Malley     | Sheriff Rilly |
| Greg Besnak        | Rhino         |
| Gary Davis         |               |

## Vervolg
Een vervolg met de titel Knightriders 2 is aangekondigd en zal een budget hebben van ongeveer 1–3 miljoen dollar. Het bedrijf achter dit vervolg is Taurus Entertainment, die ook verantwoordelijk waren voor de bekritiseerde films als Day of the Dead 2: Contagium enCreepshow III; bij deze films was slechts de naam van Romero gebruikt.

## Soundtrack
De score van Donald Rubinstein werd in 2008 door Perseverance Records uitgebracht.

## Cast
Ed Harris is de bekendste acteur in de film.
Stephen King en zijn vrouw Tabitha hebben een cameo van 20 seconden.

## Productie
George Romero heeft informatie ingewonnen bij de Societeit voor Creatieve Anachronisten, een organisatie van hobbyisten die de middeleeuwen in stand proberen te houden, om inspiratie op te doen voor de film.